# 黒田彪斗
黒田 彪斗（くろだ あやと、1996年1月30日 - ）は、日本の元男子プロバレーボール選手である。

## 来歴
富山県中新川郡上市町出身。中学1年生のときに、母の影響でバレーボールを始める。
富山第一高等学校、慶應義塾大学を経て、2017年、V・プレミアリーグ（当時のVリーグ1部リーグ）に所属するFC東京の内定選手となった。
2018年、大学卒業後に、FC東京に入団。2019-20シーズン、V1リーグ戦デビューを果たす。
2022年6月、FC東京のチーム譲渡により誕生したプロクラブ・東京グレートベアーズに全体移籍。
2023年、2022-23シーズンをもって現役を引退した。

## 所属チーム
- 富山第一高等学校（2011-2014年）
- 慶應義塾大学 （2014-2018年）
- FC東京（2018-2022年）
- 東京グレートベアーズ（2022-2023年）